# Nahrungsmittelpreiskrise 2007–2008
Als Nahrungsmittelpreiskrise 2007–2008 wird die Preissteigerung von Nahrungsmitteln zwischen 2007 und 2008 bezeichnet.
Nach Schätzungen der FAO hungerten infolge der gestiegenen Preise 2007 weltweit mindestens 75 Millionen Menschen zusätzlich, darunter 41 Millionen in Asien und im pazifischen Raum und 24 Millionen im subsaharischen Afrika. Das US-amerikanische Landwirtschaftsministerium schätzte den Effekt der höheren Preise 2007 auf 30 Millionen zusätzlich Hungernde in 70 analysierten Entwicklungsländern. In über 60 Ländern kam es zu sozialen und politischen Unruhen, die teilweise auch gewalttätig verliefen.

## Preisverlauf

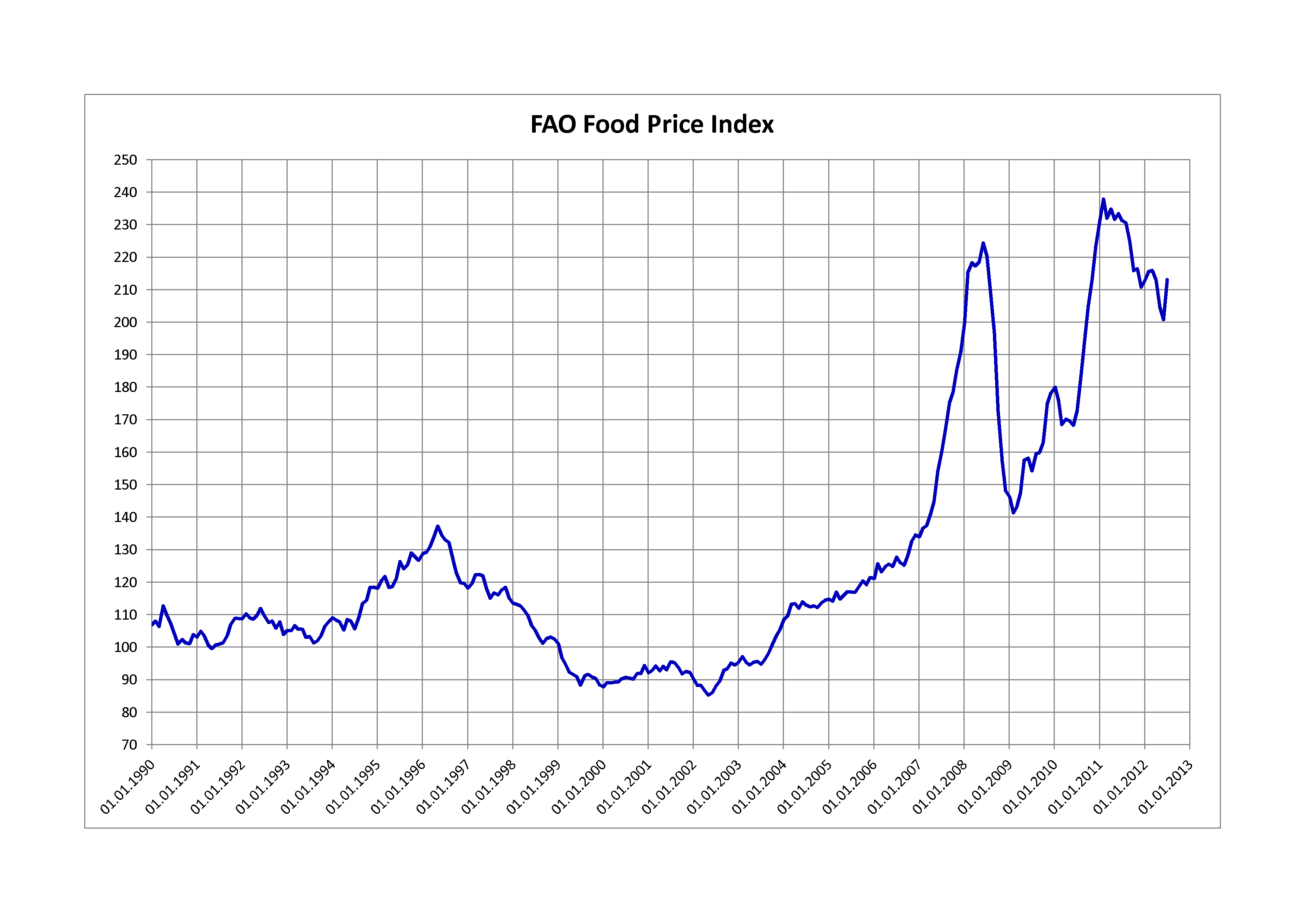
FAO Food Price Index 1990–2012

Insbesondere Getreide (Steigerung auf 238 % des Durchschnittspreises von 2002 bis 2004 laut FAO), Milchprodukte (220 %) und Öle (227 %) verteuerten sich bis 2008.
Die Preise der vier Hauptnahrungsmittel Reis, Mais, Weizen und Sojabohne verdreifachten sich zwischen Herbst 2005 und Mitte 2008. Im Jahr 2007 wurde ein schneller Anstieg verzeichnet und die Preisspitzen wurden im Winter 2007 und Frühling 2008 erreicht. In Entwicklungsländern kam es teilweise zu Anstiegen der Verbraucherpreise von bis zu 40 %. Im Laufe des Jahres 2008 sanken die Preise dann vorübergehend wieder.

## Ursachen
Aufgrund der Interaktionen verschiedener Einflüsse ist es nur schwer möglich, die direkten Ursachen des Preisanstiegs zu identifizieren. Neben Umweltfaktoren wurden unter anderem folgende Ursachen, die gemeinsam zum Preisanstieg beitrugen, in der öffentlichen und wissenschaftlichen Diskussion genannt:
- das Wachstum der Weltbevölkerung.[5]
- die veränderte Ernährung in einigen Schwellenländern. So hat etwa der Fleischverzehr in China deutlich zugenommen - weswegen mehr Agrarerzeugnisse zur Fütterung von Schlachttieren verwendet werden.[6]
- geringer gewordene Lagerstände. So ist etwa in China der Reisanbau weniger lukrativ als z. B. der Anbau von Früchten wie Bambus oder Ananas, zudem gibt es durch die Industrialisierung weniger Agrarflächen.[7]
- der Anstieg der Energiepreise und die damit verbundene Verteuerung von Düngemitteln (welche in der Produktion oft Öl oder Erdgas benötigen)
- der Agrarhandel und die entsprechende Politik. Seit den 1980ern sind viele Entwicklungsländer zu Nahrungsmittelimporteuren geworden. In dem Zusammenhang kritisiert z. B. die Entwicklungsorganisation Brot für die Welt die (durch die Strukturanpassungsprogramme erfolgten) bedingungslosen Marktöffnungen in Entwicklungsländern für Nahrungsimporte aus Industrieländern.[8] In dem Zusammenhang werden auch die Subventionen für die Nahrungsmittelproduktion in Industrieländern kritisiert, wodurch Nahrungsexporte in Entwicklungsländer gefördert werden. Moseley, Carney und Becker etwa analysierten die Handelspolitik und die Nahrungsmittelkrise in Gambia, Elfenbeinküste und Mali. Die Stadtgebiete in Mali waren dabei vergleichsweise wenig von der Nahrungskrise betroffen, was die Autoren darauf zurückführen, dass Mali einen größeren Anteil seines Reises selbst produziert, statt ihn zu importieren.[9]
- Flächenkonkurrenz: Die starke Zunahme des Einsatzes von Getreide für die Produktion von Biokraftstoffen seit einigen Jahren (insbesondere Mais in den Vereinigten Staaten).[6]
- Zudem wird Nahrungsmittelspekulation als wichtiger kausaler Faktor genannt. So war die Krise nach Ansicht der Welthungerhilfe[10] und Oxfam[11] sowie einzelner Experten der UNCTAD[12] und der Weltbank[13] insbesondere auf Spekulationsgeschäfte mit Nahrungsmitteln zurückzuführen. Auch mehrere Sachverständige bei einer Anhörung des Bundestags teilten diese Einschätzung.[14]

Insbesondere die Auswirkungen der Produktion von Biokraftstoffen und der Nahrungsmittelspekulation werden kontrovers diskutiert. Tang (Princeton University) und Xiong (Renmin-Universität) kommen in ihrer Studie zu dem Schluss, dass die Finanzialisierung der Rohstoffmärkte die großen Preissteigerungen miterklärt. So seien auch die Preise auf den Nichtenergie-Rohstoffmärkten nicht nur durch Nachfrage und Angebot, sondern auch durch Strategien der Finanzinvestoren beeinflusst worden. Eine Untersuchungen der Bank of Japan sieht ebenfalls finanzielle Effekte als Mitursache für Preisbeeinflussungen an.
Laut einer Studie des Amts für Wissenschaft der britischen Regierung (Government Office for Science) von 2011 macht mangelnde Datenqualität es jedoch nicht möglich, den Einfluss von Spekulation methodisch einwandfrei zu beweisen oder zu widerlegen. Wenngleich Spekulation theoretisch einen Einfluss auf Preise haben könne, lege eine Durchsicht der potentiellen Mechanismen nahe, dass Spekulation wahrscheinlich keinen signifikanten Beitrag zur Nahrungsmittelpreiskrise leistete. Eine Vorstudie von Michael Schmitz (Institut für Agrarpolitik und Marktforschung an der Universität Gießen) im Auftrag des Verbands der Deutschen Biokraftstoffindustrie und der Union zur Förderung von Öl- und Proteinpflanzen kommt zu dem Ergebnis, dass allgemein weder Spekulationen an Finanzmärkten noch die Produktionen von Biokraftstoffen für das große Steigen der Nahrungsmittelpreise verantwortlich seien.
In der Nahrungsmittelpreisstudie für die Deutsche Welthungerhilfe von Hans-Heinrich Bass (Hochschule Bremen) wird betont, dass die erforderlichen Daten für eine genaue Messung des Einflusses nur schwer verfügbar sind. Es sei jedoch unabweisbar, dass negative Einflüsse durch die Finanzspekulation bestehen. Forscher vom DIW schätzten 2011, dass die globale Liquidität ungefähr 20 Prozent der Lebensmittelpreisveränderung ausmache. Es gebe demnach andere Faktoren die den Preis stärker beeinflussen, aber steigende Nachfrage durch Finanzinvestoren treibe auch den Preis.

## Reaktionen
Die US-amerikanische Terminbörsenaufsicht Commodity Futures Trading Commission (CFTC) schlug als Präventivmaßnahme gegen Instabilitäten und von Preisblasen auf Rohstoffmärkten vor, Positionslimits beim Finanzmarkt für die großen branchenfremden Akteure festzulegen.
In der Nahrungsmittelpreisstudie der Welthungerhilfe von 2011 wurden unter anderem Berichtspflichten zu einigen Finanzaktivitäten, die Einführung einer Finanztransaktionssteuer und eine gerechtere Welthandelspolitik vorgeschlagen. Durch die Stärkung der Verhandlungsmacht von Produzenten von Nahrungsmitteln in Entwicklungsländern gegenüber den Saatgutherstellern und internationalen Vermarktern (somit größerer Einkommensanteil für Produzenten) sollen Anreize geschaffen werden zur Ausdehnung der Nahrungsmittelproduktion.
Einige Entwicklungsländer haben als Konsequenz aus der Krise ihre Agrarpolitik verändert, Malawi z. B. erhöhte die Nahrungsmittelproduktion durch subventionierte günstige Düngemittel. Internationale Reaktionen auf die Krise, etwa bezüglich der Regulierung gegen Preisschwankungen oder für größere Agrarhilfen, gab es allerdings kaum, wie der Deutschlandchef des Welternährungsprogramms, Ralf Südhoff, kritisierte.